# Burkina Fasos damlandslag i fotboll
Burkina Fasos damlandslag i fotboll representerar Burkina Faso i fotboll på damsidan. Dess förbund är Fédération Burkinabé de Foot-Ball.